# 신동엽의 작품 목록
이 문서는 대한민국의 시인인 신동엽의 작품에 관한 목록이다.
| 구분     | 제 목                                          | 일 자      | 발 표                       | 비 고                                                |
| -------- | ---------------------------------------------- | ---------- | --------------------------- | ---------------------------------------------------- |
| 시       | 진달래 산천(山川)                              | 1959-03-24 | 조선일보                    |                                                      |
| 시       | 새로 열리는 땅                                 | 1959-11-02 | 세계일보                    |                                                      |
| 시       | 향(香)아                                       | 1959-11-09 |                             |                                                      |
| 시       | 싱싱한 종자(腫子)를 위하여…                    | 1960-01    |                             | 권두시                                               |
| 시       | 풍경(風景)                                     | 1960-02    |                             |                                                      |
| 시       | 정본(正本) 문화사대계(文化史大系)              | 1960-06    |                             |                                                      |
| 시       | 아사녀(阿斯女)                                 | 1960-07    |                             |                                                      |
| 시       | 그 가을                                        | 1960-10-17 |                             |                                                      |
| 시       | 힘이 있거든 그리로 가세요                      | 1961-04-11 |                             |                                                      |
| 시       | 내 고향은 아니였었네                           | 1961-10    |                             |                                                      |
| 시       | 아사녀(阿斯女)의 울리는 축고(祝鼓)             | 1961-11    | 자유문학 11월호             |                                                      |
| 시       | 나의 나                                        | 1962-06    | 신사조                      |                                                      |
| 시       | 이곳은                                         | 1962-08    | 현대문학                    |                                                      |
| 시       | 별밭에                                         | 1962       | 성원 제3집                  |                                                      |
| 시       | 너는 모르리라                                  | 1962       | 경향신문                    |                                                      |
| 시       | 아니오                                         | 1963       | 시집 아사녀                 |                                                      |
| 시       | 빛나는 눈동자                                  | 1963       | 시집 아사녀                 |                                                      |
| 시       | 미쳤던                                         | 1963       | 시집 아사녀                 |                                                      |
| 시       | 눈 날리는 날                                   | 1963       | 시집 아사녀                 |                                                      |
| 시       | 산사(山死)                                     | 1963       | 시집 아사녀                 |                                                      |
| 시       | 산(山)에 언덕에                                | 1963       | 시집 아사녀                 |                                                      |
| 시       | 완충지대(緩衝地帶)                             | 1963       | 시집 아사녀                 | ‘새로 열리는 땅’과 거의 같은 내용임                  |
| 시       | 원추리                                         | 1963       | 시집 아사녀                 | 원제 ‘꽃대가리’                                      |
| 시       | 주린 땅의 지도원리(指導原理)                   | 1963-11    | 사상계 11월호               |                                                      |
| 시       | 기계(機械)야                                   | 1963       | 시단                        |                                                      |
| 시       | 진이(眞伊)의 체온(體溫)                        | 1964-12-19 | 동아일보                    | 1969년 월간문학 6월호에 ‘일모(日暮) 이야기’로 재수록 |
| 시       | 응                                             | 1965       | 시단                        |                                                      |
| 시       | 삼월(三月)                                     | 1965-05    | 한국문학 5월호              |                                                      |
| 시       | 초가을                                         | 1965-10    | 사상계 10월호               |                                                      |
| 시       | 발                                             | 1966-03    | 현대문학 3월호              |                                                      |
| 시       | 4월(月)은 갈아엎는 달                          | 1966-04    | 조선일보                    |                                                      |
| 시       | 산(山)에도 분수(噴水)를                        | 1966-11    | 신동아                      |                                                      |
| 시       | 담배 연기처럼                                  | 1966       | 한글문학 겨울호             |                                                      |
| 시       | 껍데기는 가라                                  | 1967-01    | 신구문화사 52인시집         |                                                      |
| 시       | 창(窓)가에서                                   | 1967-04    | 자유공론 4월호              |                                                      |
| 시       | 종로오가(鐘路五街)                             | 1967-06    | 동서춘추 6월호              |                                                      |
| 시       | 봄은                                           | 1968-02-04 | 한국일보                    |                                                      |
| 시       | 달이 뜨거든/아사달•아사녀의 노래               | 1968       | 오페레타 ‘석가탑’ 제5경     |                                                      |
| 시       | 수운(水雲)이 말하기를                          | 1968-06-27 | 동아일보                    |                                                      |
| 시       | 술을 많이 마시고 잔 어제밤은                   | 1968       | 창작과비평 여름호           |                                                      |
| 시       | 보리밭                                         | 1968       | 창작과비평 여름호           |                                                      |
| 시       | 여름 이야기                                    | 1968       | 창작과비평 여름호           |                                                      |
| 시       | 그 사람에게                                    | 1968       | 창작과비평 여름호           |                                                      |
| 시       | 고향(故鄕)                                     | 1968       | 창작과비평 여름호           |                                                      |
| 시       | 여름 고개                                      | 1968       | 창작과비평 여름호           |                                                      |
| 시       | 산문시(散文詩)〈1〉                            | 1968-11    | 월간문학 창간호             |                                                      |
| 시       | 누가 하늘을 보았다 하는가                      | 1969-05    | 고대문화                    |                                                      |
| 시       | 조국(祖國)                                     | 1969-06    | 월간문학 6월호              |                                                      |
| 시       | 영(影)                                         | 1969-08    | 현대문학 8월호              |                                                      |
| 시       | 서울                                           | 1969       | 상황 창간호                 |                                                      |
| 시       | 좋은 언어(言語)                                | 1970-04    | 사상계 4월호                |                                                      |
| 시       | 마려운 사람들                                  | 1970-04    | 사상계 4월호                |                                                      |
| 시       | 봄의 소식(消息)                                | 1970       | 창작과 비평 봄호            |                                                      |
| 시       | 너에게                                         | 1970       | 창작과 비평 봄호            |                                                      |
| 시       | 강(江)                                         | 1970       | 창작과 비평 봄호            |                                                      |
| 시       | 살덩이                                         | 1970       | 창작과 비평 봄호            |                                                      |
| 시       | 만지(蠻地)의 음악(音樂)                        | 1970       | 창작과 비평 봄호            |                                                      |
| 시       | 단풍(丹楓)아 산천(山川)                        | 1971-10    | 다리 10월호                 |                                                      |
| 시       | 권투선수                                       | 1971-10    | 다리 10월호                 |                                                      |
| 시       | 노래하고 있었다                                | 1975       | 창작과비평사 신동엽전집     |                                                      |
| 시       | 밤은 길지라도 우리 내일(來日)은 이길 것이다    | 1975       | 창작과비평사 신동엽전집     |                                                      |
| 시       | 새해 새 아침을                                 | 1975       | 창작과비평사 신동엽전집     | 주간경향(신동엽전집)                                 |
| 시       | 왜 쏘아                                        | 1975       | 창작과비평사 신동엽전집     |                                                      |
| 시       | 어느 해의 유언(遺言)                           | 1975       | 창작과비평사 신동엽전집     |                                                      |
| 시       | 불바다                                         | 1975       | 창작과비평사 신동엽전집     |                                                      |
| 시       | 둥구나무                                       | 1975       | 창작과비평사 신동엽전집     |                                                      |
| 시       | 오월(五月)의 눈동자                            | 1975       | 창작과비평사 신동엽전집     |                                                      |
| 서정시   | 금강(錦江)                                     | 1967-12    | 을유문화사 한국현대신작전집 |                                                      |
| 서정시   | 이야기하는 쟁기꾼의 대지(大地)                 | 1959-01    | 조선일보                    |                                                      |
| 서정시   | 여자(女子)의 삶                                | 1969-01    | 여성동아 1월호              |                                                      |
| 시극     | 그 입술에 파인 그늘                            | 1966-02-26 | 국립극장에서 공연           | 최일수 연출                                          |
| 수필     | 서둘고 싶지 않다                               | 1962-06-05 | 동아일보                    |                                                      |
| 수필     | 사족(蛇足)                                     | 1963       | 시집 ‘아사녀’ 후기          |                                                      |
| 수필     | 금강잡기(錦江雜記)                             | 1963-10    | 재무                        |                                                      |
| 수필     | 노동(勞動)과 서정(抒情)의 이성(理性)           | 1967       | 52인 시집                   |                                                      |
| 수필     | 공예품(工藝品) 같은 현대시(現代詩)             | 1967-07-19 | 중앙일보                    |                                                      |
| 수필     | 낯선 외래어(外來語)의 작희(作戱)               | 1967-08    | 중앙일보                    |                                                      |
| 수필     | 확트인 이야기로 빛을 본 모국어(母國語)들       | 1967-09    | 중앙일보                    |                                                      |
| 수필     | 시끄러움 노이로제                              | 1968-01    | 국세                        |                                                      |
| 수필     | 산(山), 잡기(雜記)                             | 1975       | 창작과비평사 신동엽전집     |                                                      |
| 수필     | 냄새                                           | 1975       | 창작과비평사 신동엽전집     |                                                      |
| 수필     | 단상초(斷想抄)                                 | 1975       | 창작과비평사 신동엽전집     |                                                      |
| 평론     | 시인정신론(詩人精神論)                         | 1961-02    | 자유문학                    |                                                      |
| 평론     | 육십년대(六十年代)의 시단(詩壇) 분포도(分布圖) | 1961-03-30 | 조선일보                    |                                                      |
| 평론     | 시(詩)와 사상성(思想性)                        | 1963-12-11 | 동아일보                    |                                                      |
| 평론     | 7월(月)의 문단(文壇)                           | 1967-07-19 | 중앙일보                    |                                                      |
| 평론     | 8월(月)의 문단(文壇)                           | 1967-08    | 중앙일보                    |                                                      |
| 평론     | 9월(月)의 문단(文壇)                           | 1967-09    | 중앙일보                    |                                                      |
| 평론     | 지맥(地脈) 속의 분수(噴水)                     | 1968-06    | 한국일보                    |                                                      |
| 평론     | 시인(詩人)•가인(歌人)•시업가(詩業家)           | 1969-03-24 | 대학신문                    |                                                      |
| 평론     | 선우휘(鮮于煇)씨의 홍두깨                      | 1969-04    | 월간문학                    |                                                      |
| 평론     | 신저항시운동(新抵抗詩運動)의 가능성(可能性)    | 1971-10    | 다리                        |                                                      |
| 평론     | 전통정신(傳統精神) 속으로 결속(結束)하라       | 1975       | 창작과비평사 신동엽전집     | 1967년경 미발표 유고                                 |
| 오페레타 | 석가탑                                         | 1968-05    | 드라마 센터에서 상연        | 백승동 작곡                                          |
| 시       | 이리 와 보세요                                 | 1988-12-25 | 실천문학사                  | 미발표 시집                                          |
| 시       | 그의 행복을 기도드리는                         | 1988-12-25 | 실천문학사                  | 미발표 시집                                          |
| 시       | 교실(敎室)에서                                 | 1988-12-25 | 실천문학사                  | 미발표 시집                                          |
| 시       | 숱많은 여인(女人)의 가슴처럼                   | 1988-12-25 | 실천문학사                  | 미발표 시집                                          |
| 시       | 사람의 고정(苦情)을                            | 1988-12-25 | 실천문학사                  | 미발표 시집                                          |
| 시       | 사랑                                           | 1988-12-25 | 실천문학사                  | 미발표 시집                                          |
| 시       | 애정(哀情)                                     | 1988-12-25 | 실천문학사                  | 미발표 시집                                          |
| 시       | 난곡(亂曲)의 서장(序章)                        | 1988-12-25 | 실천문학사                  | 미발표 시집                                          |
| 시       | 소녀(少女)의 앙탈                              | 1988-12-25 | 실천문학사                  | 미발표 시집                                          |
| 시       | 기원(祈願)                                     | 1988-12-25 | 실천문학사                  | 미발표 시집                                          |
| 시       | 소박(素朴)한 꽃                                | 1988-12-25 | 실천문학사                  | 미발표 시집                                          |
| 시       | 너의 무덤에서                                  | 1988-12-25 | 실천문학사                  | 미발표 시집                                          |
| 시       | 슬픈 승리(勝利)                                | 1988-12-25 | 실천문학사                  | 미발표 시집                                          |
| 시       | 눈동자                                         | 1988-12-25 | 실천문학사                  | 미발표 시집                                          |
| 시       | 병(病)이 되기 전(前)에                         | 1988-12-25 | 실천문학사                  | 미발표 시집                                          |
| 시       | 한 마음                                        | 1988-12-25 | 실천문학사                  | 미발표 시집                                          |
| 시       | 하일연서(夏日戀書)                             | 1988-12-25 | 실천문학사                  | 미발표 시집                                          |
| 시       | 가로수(街路樹)                                 | 1988-12-25 | 실천문학사                  | 미발표 시집                                          |
| 시       | 세막(歲幕) 이야기                              | 1988-12-25 | 실천문학사                  | 미발표 시집                                          |
| 시       | 바치는 노래                                    | 1988-12-25 | 실천문학사                  | 미발표 시집                                          |
| 시       | 어느 소녀(少女)의 수기(手記)                   | 1988-12-25 | 실천문학사                  | 미발표 시집                                          |
| 시       | 해후(邂逅)의 소녀(少女)에게                    | 1988-12-25 | 실천문학사                  | 미발표 시집                                          |
| 시       | 압록강 이남                                    | 1988-12-25 | 실천문학사                  | 미발표 시집                                          |
| 시       | 붉은 태양(太陽)                                | 1988-12-25 | 실천문학사                  | 미발표 시집                                          |
| 시       | 함박눈 쏟아지는 날                             | 1988-12-25 | 실천문학사                  | 미발표 시집                                          |
| 시       | 만약 내가 죽게 된다면                          | 1988-12-25 | 실천문학사                  | 미발표 시집                                          |
| 시       | 검은 눈동자                                    | 1988-12-25 | 실천문학사                  | 미발표 시집                                          |
| 시       | 벌로 나가자                                    | 1988-12-25 | 실천문학사                  | 미발표 시집                                          |
| 시       | 수랑 구석                                      | 1988-12-25 | 실천문학사                  | 미발표 시집                                          |
| 시       | 말 없는 너                                     | 1988-12-25 | 실천문학사                  | 미발표 시집                                          |
| 시       | 초(草)집                                       | 1988-12-25 | 실천문학사                  | 미발표 시집                                          |
| 시       | 빛나는 하늘에 봄은 다시 춤추고                 | 1988-12-25 | 실천문학사                  | 미발표 시집                                          |
| 시       | 실연곡(失戀曲)                                 | 1988-12-25 | 실천문학사                  | 미발표 시집                                          |
| 시       | 헷소리                                         | 1988-12-25 | 실천문학사                  | 미발표 시집                                          |
| 시       | 고독(孤獨)                                     | 1988-12-25 | 실천문학사                  | 미발표 시집                                          |
| 시       | 내 가슴 속에서 핏덩이가 미치는 것은            | 1988-12-25 | 실천문학사                  | 미발표 시집                                          |
| 시       | 유한족(有閑族)                                 | 1988-12-25 | 실천문학사                  | 미발표 시집                                          |
| 시       | 최신식(最新式) 시인군(詩人群)                  | 1988-12-25 | 실천문학사                  | 미발표 시집                                          |
| 시       | 시론                                           | 1988-12-25 | 실천문학사                  | 미발표 시집                                          |
| 시       | 말의 사기사님네께                              | 1988-12-25 | 실천문학사                  | 미발표 시집                                          |
| 시       | 당신 같은 사람에게                             | 1988-12-25 | 실천문학사                  | 미발표 시집                                          |
| 시       | 손                                             | 1988-12-25 | 실천문학사                  | 미발표 시집                                          |
| 시       | 주막(酒幕) 집에서                              | 1988-12-25 | 실천문학사                  | 미발표 시집                                          |
| 시       | 까닭 없는 허망(虛妄)                           | 1988-12-25 | 실천문학사                  | 미발표 시집                                          |
| 시       | 십이월(十二月)에                               | 1988-12-25 | 실천문학사                  | 미발표 시집                                          |
| 시       | 망령(亡靈)                                     | 1988-12-25 | 실천문학사                  | 미발표 시집                                          |
| 시       | 밤의 기도                                      | 1988-12-25 | 실천문학사                  | 미발표 시집                                          |
| 시       | 사지(死地)                                     | 1988-12-25 | 실천문학사                  | 미발표 시집                                          |
| 시       | 화살                                           | 1988-12-25 | 실천문학사                  | 미발표 시집                                          |
| 시       | 추운 아침 병석(病席)에서                       | 1988-12-25 | 실천문학사                  | 미발표 시집                                          |
| 시       | 산보로(散步路)                                 | 1988-12-25 | 실천문학사                  | 미발표 시집                                          |
| 시       | 불치병(不治病) 환견(患犬)                      | 1988-12-25 | 실천문학사                  | 미발표 시집                                          |
| 시       | 세기말(世紀末)의 독백(獨白)                    | 1988-12-25 | 실천문학사                  | 미발표 시집                                          |
| 시       | 잘난 놈과 미친 놈의 대화(對話)                 | 1988-12-25 | 실천문학사                  | 미발표 시집                                          |
| 시       | 찬가                                           | 1988-12-25 | 실천문학사                  | 미발표 시집                                          |
| 시       | 등타령                                         | 1988-12-25 | 실천문학사                  | 미발표 시집                                          |
| 시       | 총각타령                                       | 1988-12-25 | 실천문학사                  | 미발표 시집                                          |
| 시       | 항도에서                                       | 1988-12-25 | 실천문학사                  | 미발표 시집                                          |
| 시       | 가을                                           | 1988-12-25 | 실천문학사                  | 미발표 시집                                          |
| 시       | 들국화                                         | 1988-12-25 | 실천문학사                  | 미발표 시집                                          |
| 시       | 서귀포                                         | 1988-12-25 | 실천문학사                  | 미발표 시집                                          |
| 시       | 제야삼상(祭夜三像)                             | 1988-12-25 | 실천문학사                  | 미발표 시집                                          |
| 시       | 얼마나 반가웠으면                              | 1988-12-25 | 실천문학사                  | 미발표 시집                                          |
| 시       | 십이행시(十二行詩)                             | 1988-12-25 | 실천문학사                  | 미발표 시집                                          |
| 시       | 악곡(樂曲)을 위하여                            | 1988-12-25 | 실천문학사                  | 미발표 시집                                          |
| 시       | 달밤 풍속(風俗)                                | 1988-12-25 | 실천문학사                  | 미발표 시집                                          |
| 시       | 꽃대가리                                       | 1988-12-25 | 실천문학사                  | 미발표 시집                                          |
| 시       | 가뭄비                                         | 1988-12-25 | 실천문학사                  | 미발표 시집                                          |
| 시       | 시골 밤의 서정(抒情)                           | 1988-12-25 | 실천문학사                  | 미발표 시집                                          |
| 시       | 가을 애상곡(哀傷曲)                            | 1988-12-25 | 실천문학사                  | 미발표 시집                                          |
| 시       | 체온(體溫)                                     | 1988-12-25 | 실천문학사                  | 미발표 시집                                          |
| 시       | 조락(조락(凋落))된 콩밭                        | 1988-12-25 | 실천문학사                  | 미발표 시집                                          |
| 시       | 이향(李香)                                     | 1988-12-25 | 실천문학사                  | 미발표 시집                                          |
| 시       | 창포                                           | 1988-12-25 | 실천문학사                  | 미발표 시집                                          |
| 시       | 눈의 서정(抒情)                                | 1988-12-25 | 실천문학사                  | 미발표 시집                                          |
| 시       | 백마강변(白馬江邊)                             | 1988-12-25 | 실천문학사                  | 미발표 시집                                          |
| 시       | 전설(傳說) 같은 풍속(風俗)으로 돌아가자        | 1988-12-25 | 실천문학사                  | 미발표 시집                                          |
| 시       | 하늘에 흰구름을 보고서                         | 1988-12-25 | 실천문학사                  | 미발표 시집                                          |
| 시       | 산 고개 가는 길에                              | 1988-12-25 | 실천문학사                  | 미발표 시집                                          |
| 시       | 오막사리 집                                    | 1988-12-25 | 실천문학사                  | 미발표 시집                                          |
| 시       | 설야(雪夜)                                     | 1988-12-25 | 실천문학사                  | 미발표 시집                                          |
| 시       | 빛나는 강(江) 언덕에서                         | 1988-12-25 | 실천문학사                  | 미발표 시집                                          |
| 시       | 회향(回鄕)                                     | 1988-12-25 | 실천문학사                  | 미발표 시집                                          |
| 시       | 불치마                                         | 1988-12-25 | 실천문학사                  | 미발표 시집                                          |
| 시       | 헌사(獻辭)-향기의 효과                         | 1988-12-25 | 실천문학사                  | 미발표 시집                                          |

## 참고 자료
- 《신동엽 평전 시선집 껍데기는 가라》(성민휘 편저, 문학세계사, 1984-04-15) ISBN 8970750274
- 《신동엽 미발표 시집 꽃같이 그대 쓰러진》(신경림 엮음, 실천문학사, 1988-12-25)
- 《신동엽전집》(창작과비평 편집위원, 창작과비평사, 1975-06-05) ISBN 8936410105
- 《시인 신동엽》(김응교저, 현암사, 2005-12-30) ISBN 9788932313757